# Општина Драгоешти (Валча)
Драгоешти (рум. Drăgoeşti) општина је у Румунији у округу Валча.
Oпштина се налази на надморској висини од 167 m.